# Alue Awe (Geureudong Pase)
Alue Awe is een bestuurslaag in het regentschap Aceh Utara van de provincie Atjeh, Indonesië. Alue Awe telt 266 inwoners (volkstelling 2010).